# اپینگ فورست

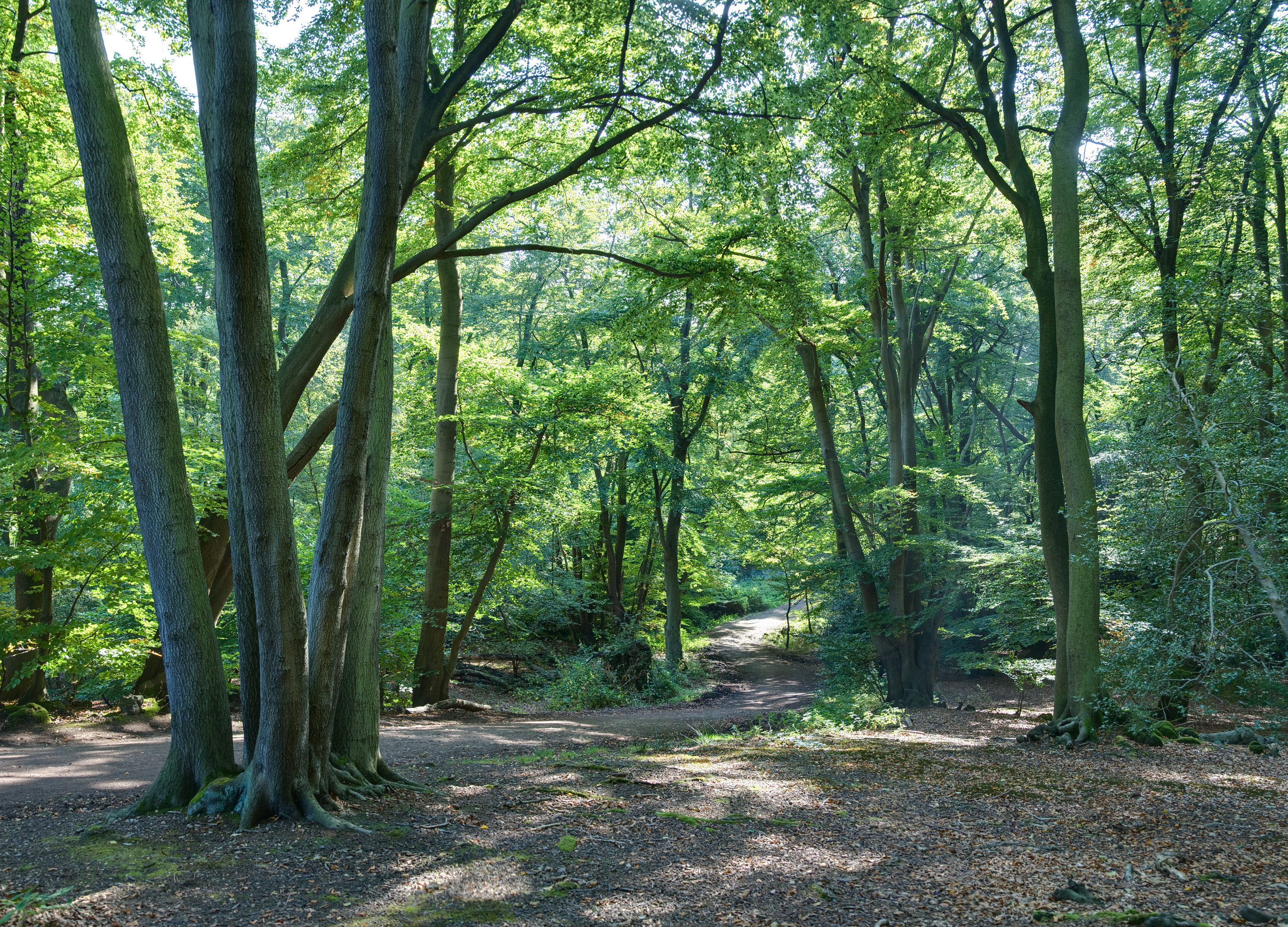
نمایی از اپینگ فورست

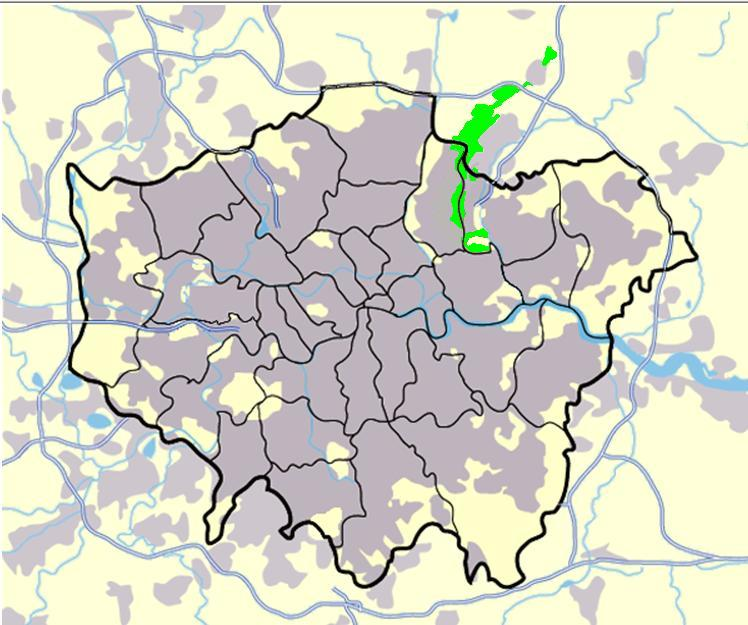
موقعیت پارک اپینگ فورست در لندن و اسکس (رنگ سبز)

اپینگ فورست (انگلیسی: Epping Forest) یک پارک در لندن و اسکس، انگلستان است.
این پارک که در مرز شهرستان‌های لندن و اسکس قرار دارد دارای ۲٬۴۷۶ هکتار وسعت می‌باشد. اپینگ فورست دارای ۱۰۰ دریاچه و برکه در اندازه‌های مختلف می‌باشد و تمامی آنها در دسترس عموم می‌باشد و در ۲۴ عدد از آنها ماهی‌گیری مجاز اعلام شده است.

## نگارخانه

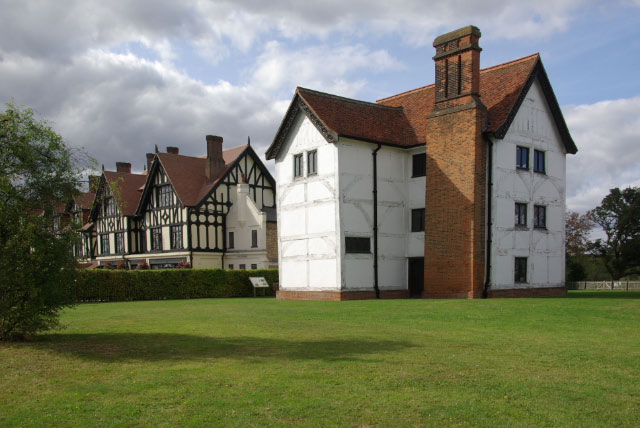
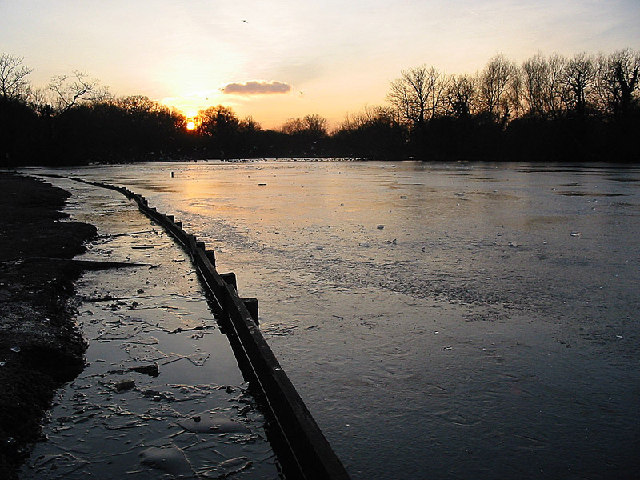
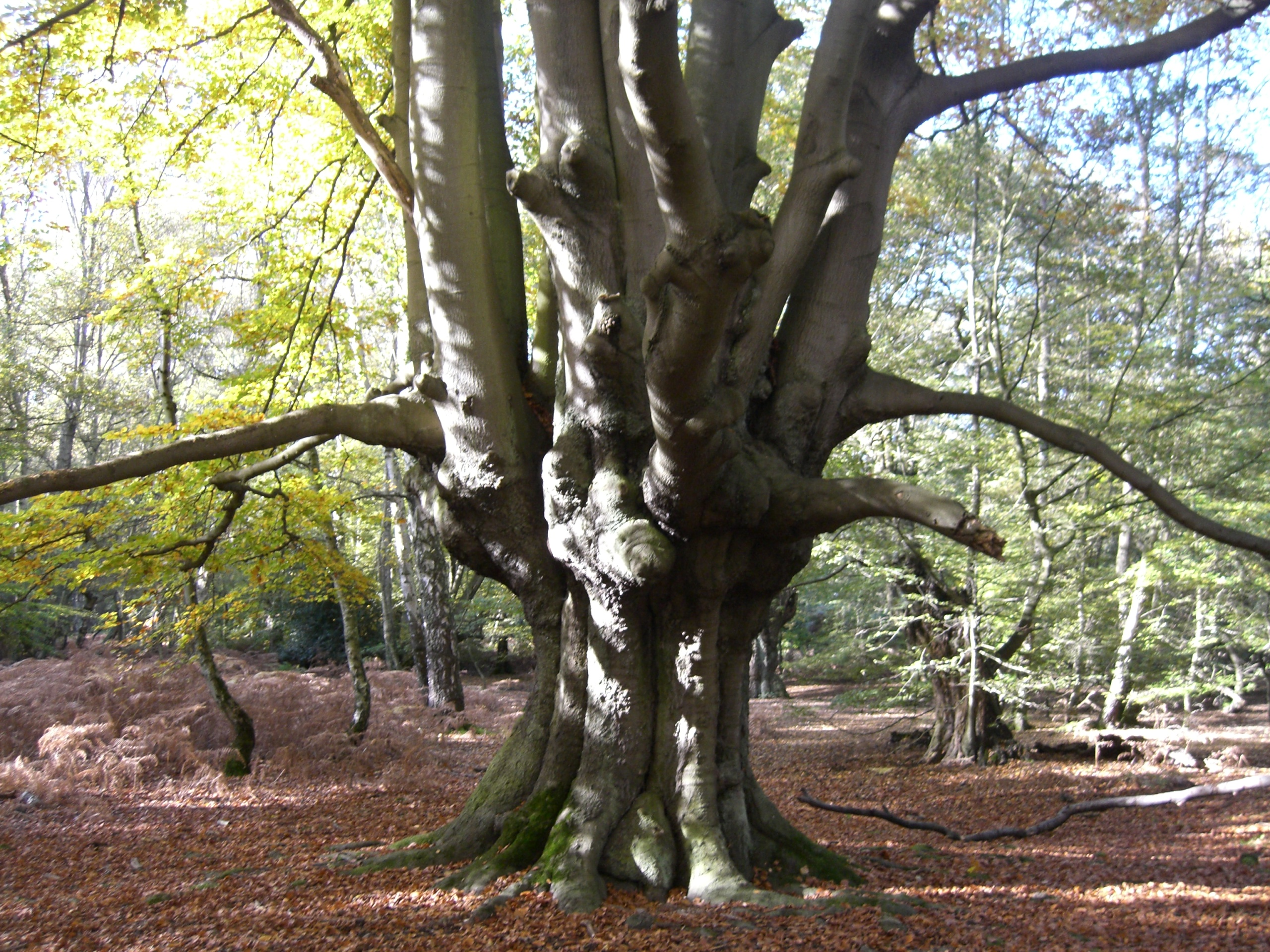
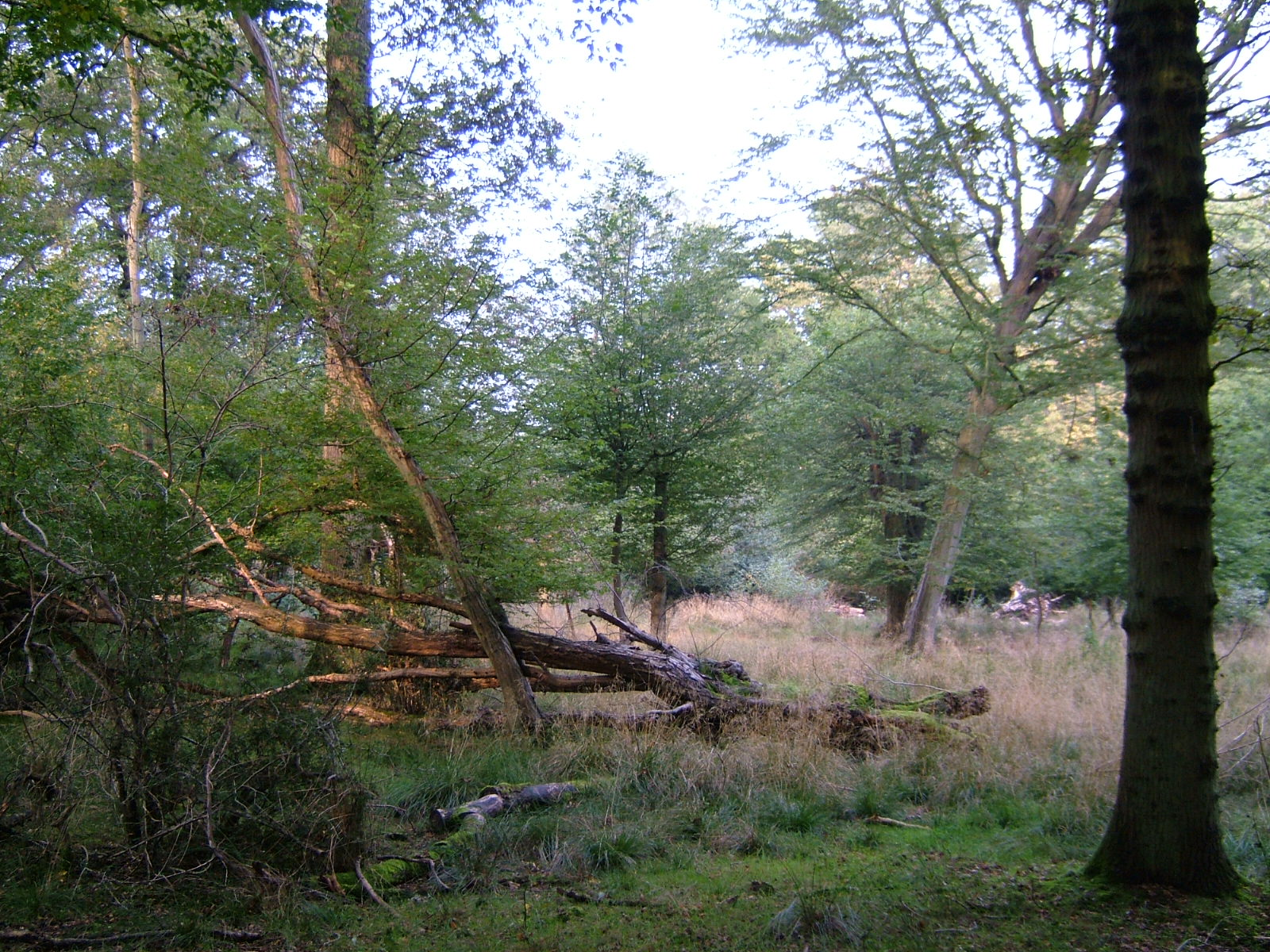
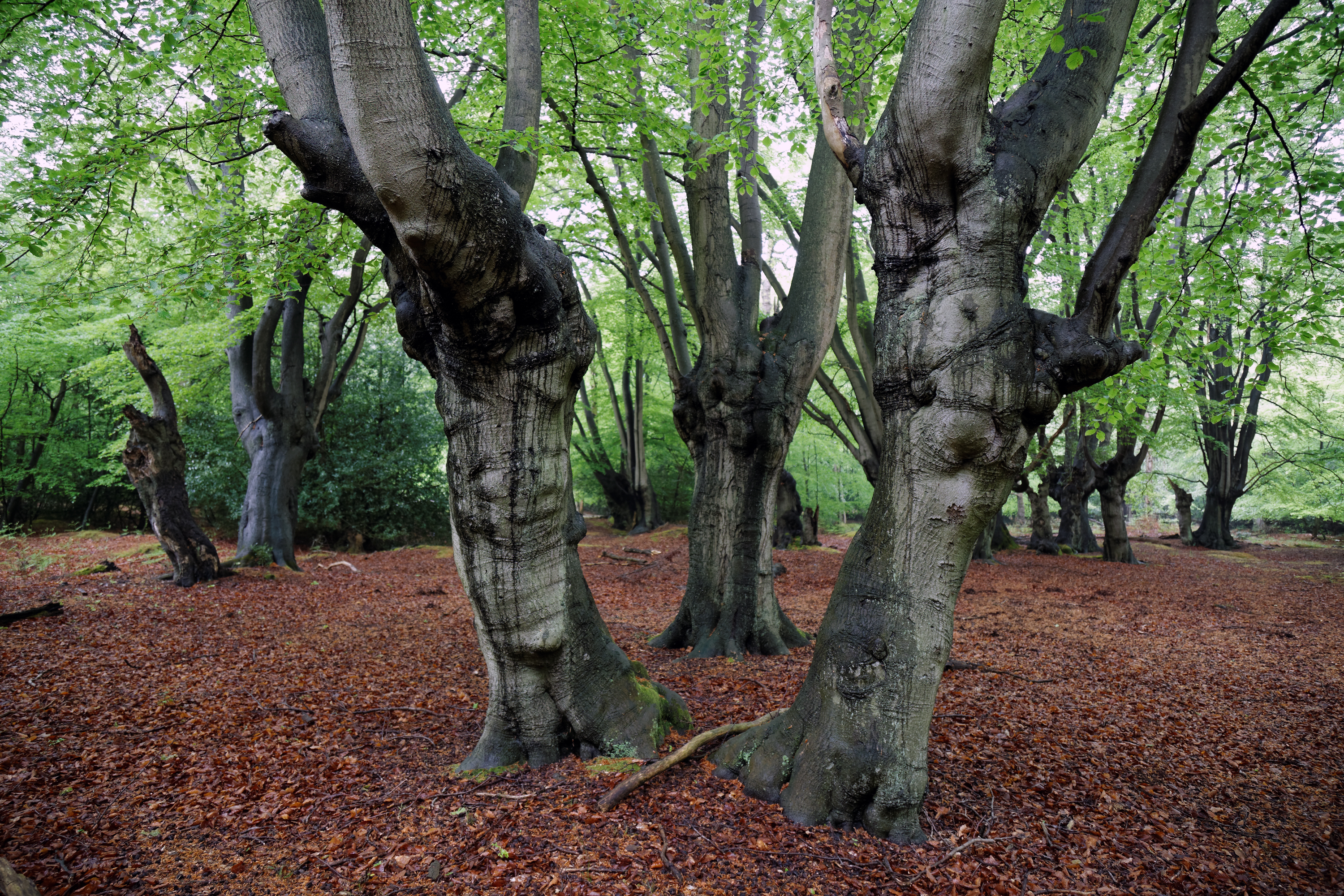
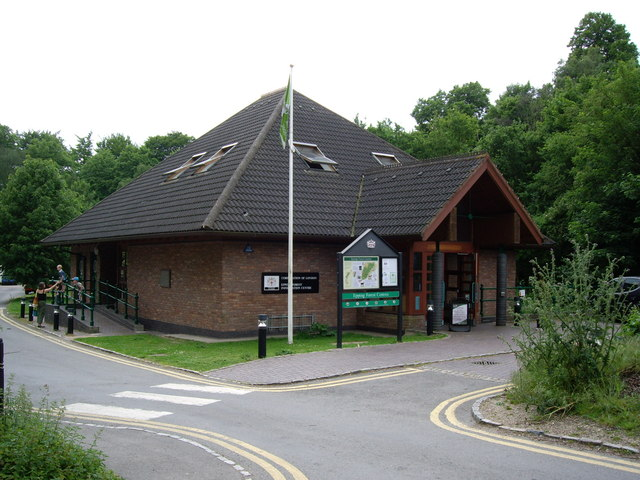
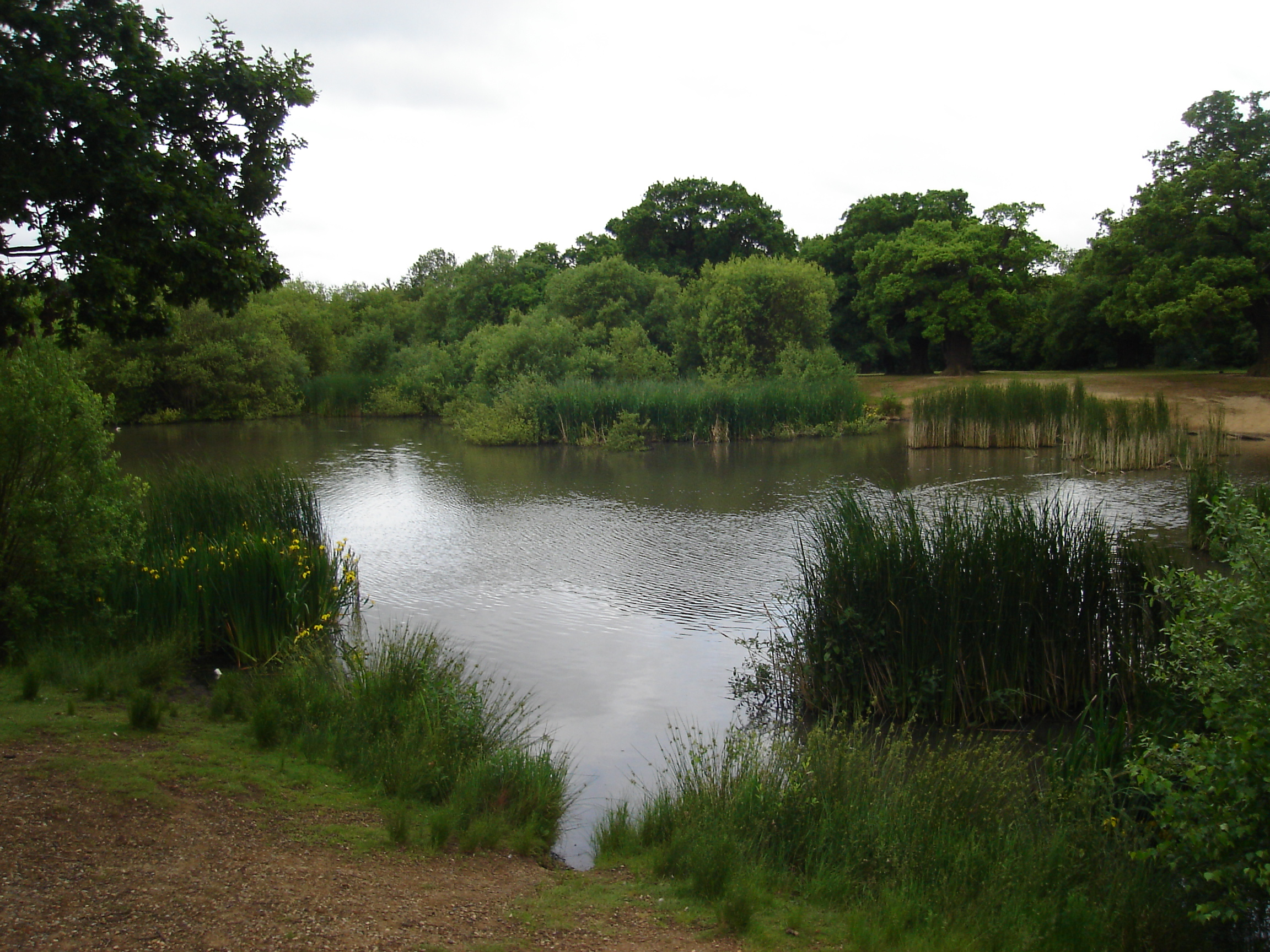
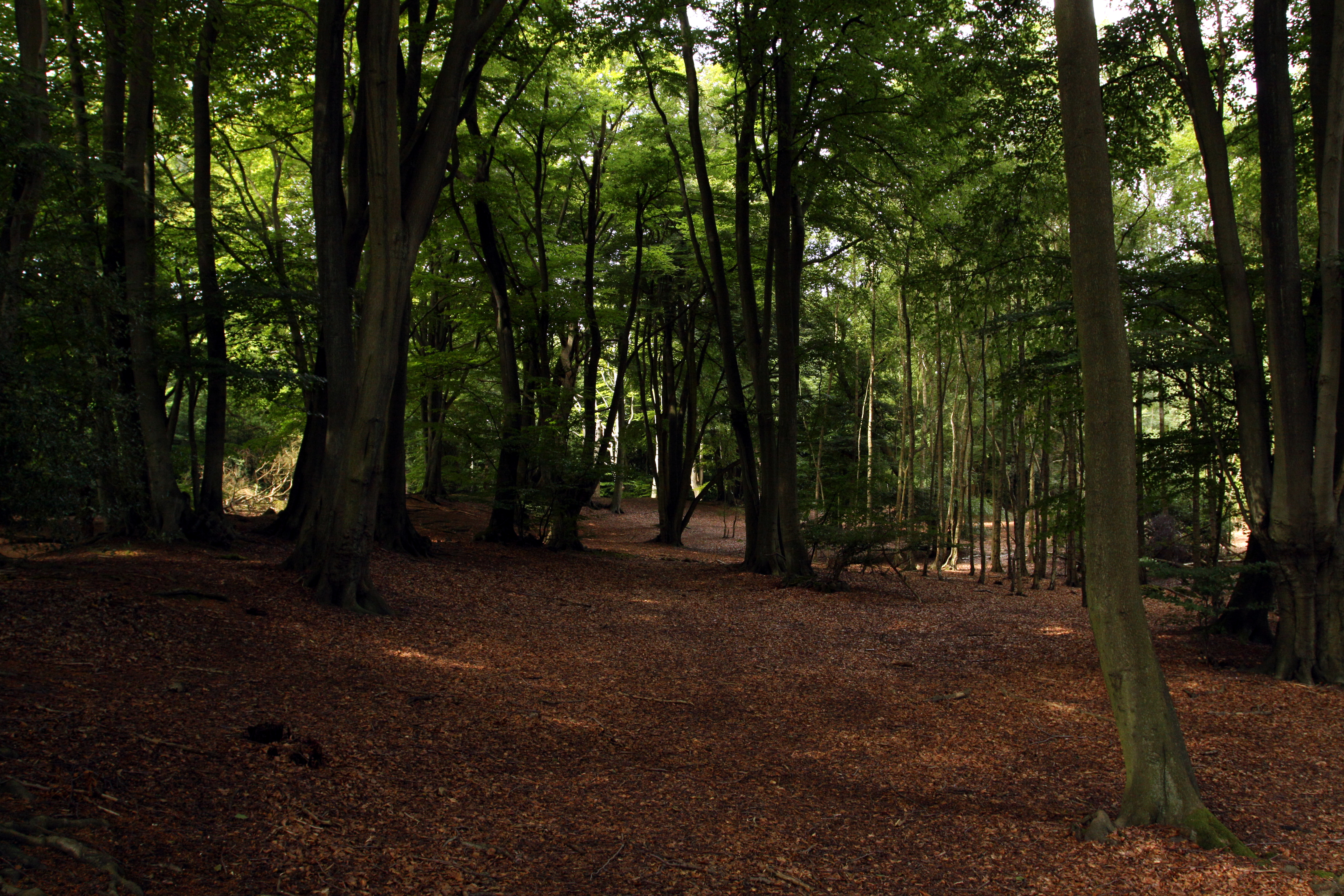
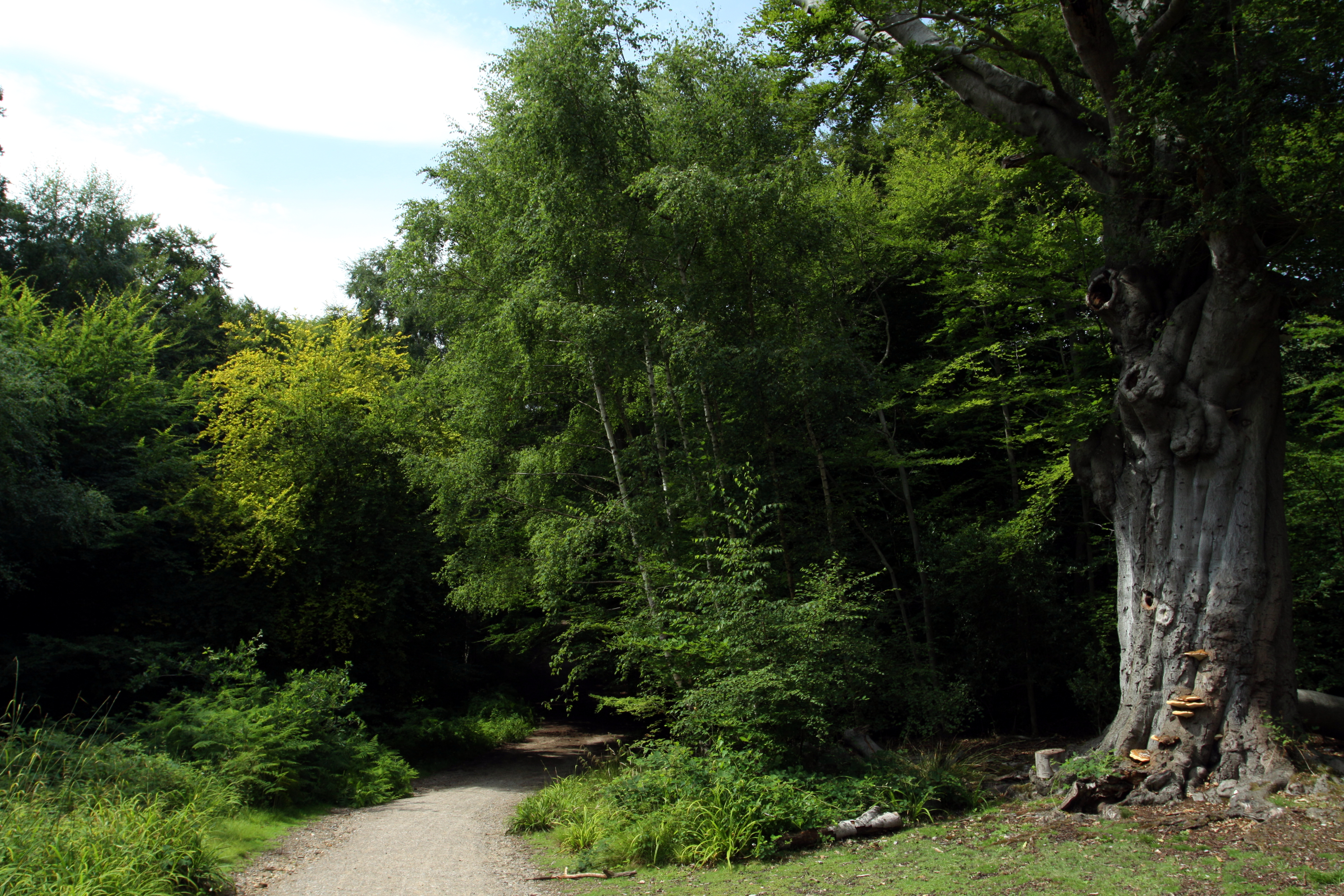
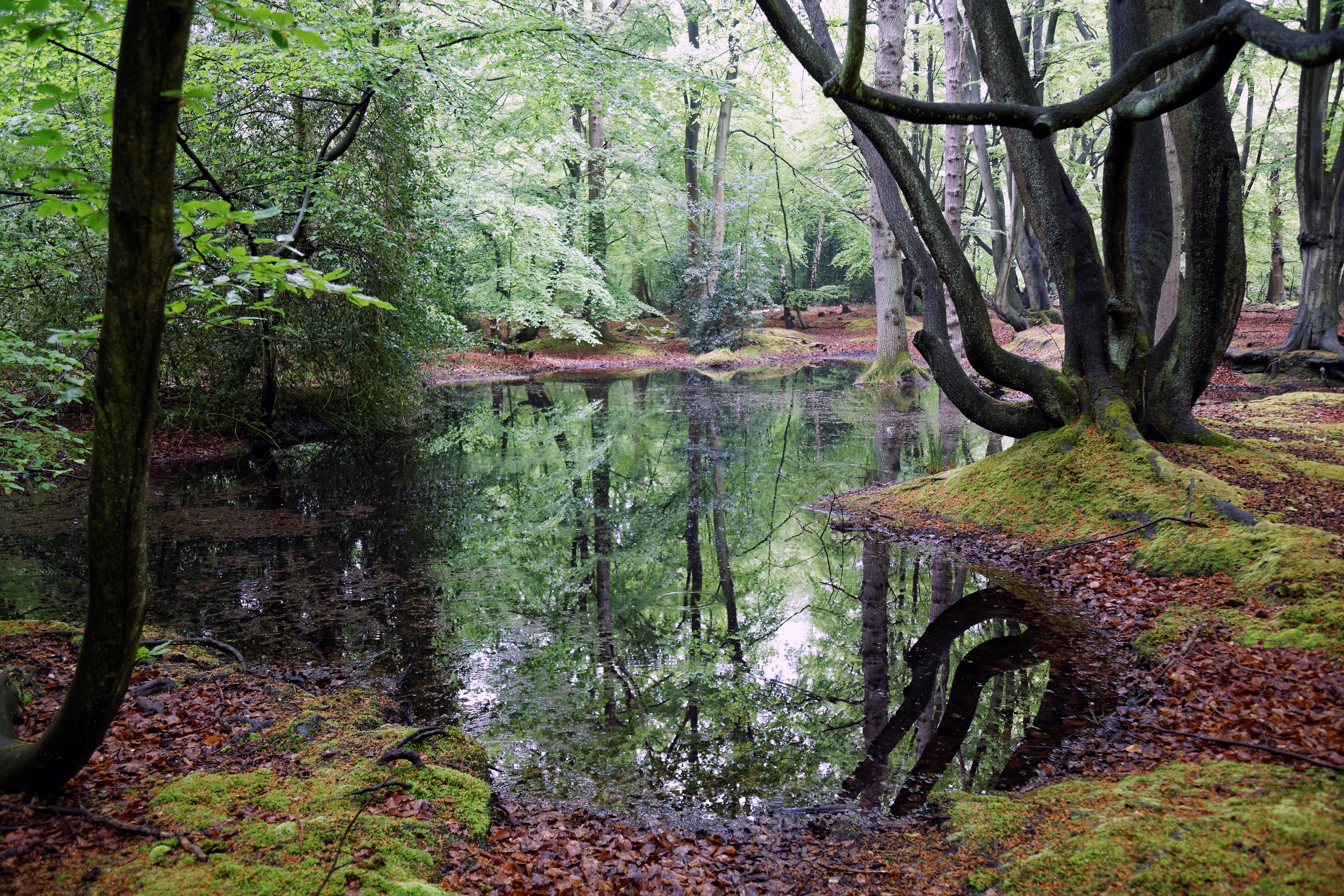
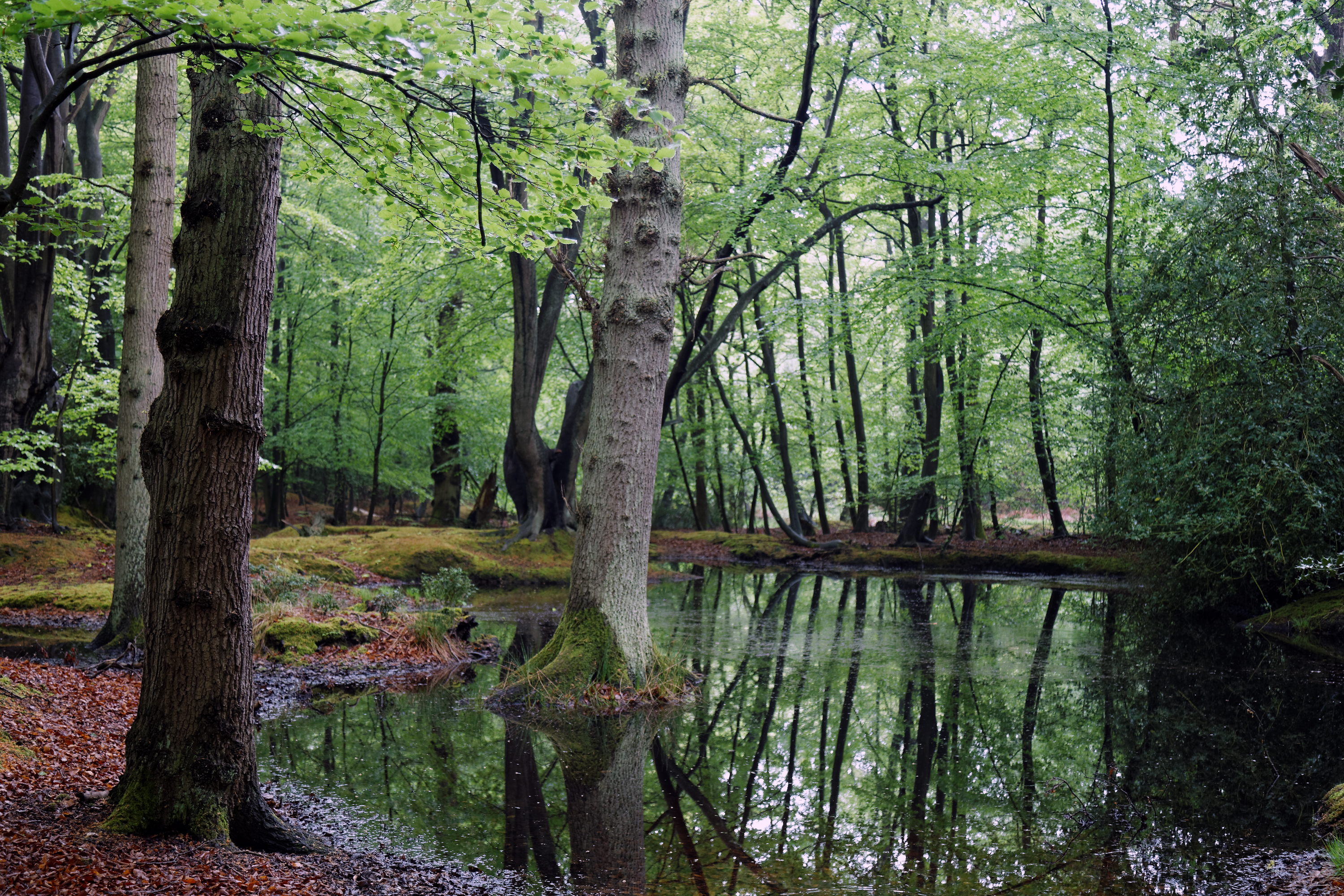
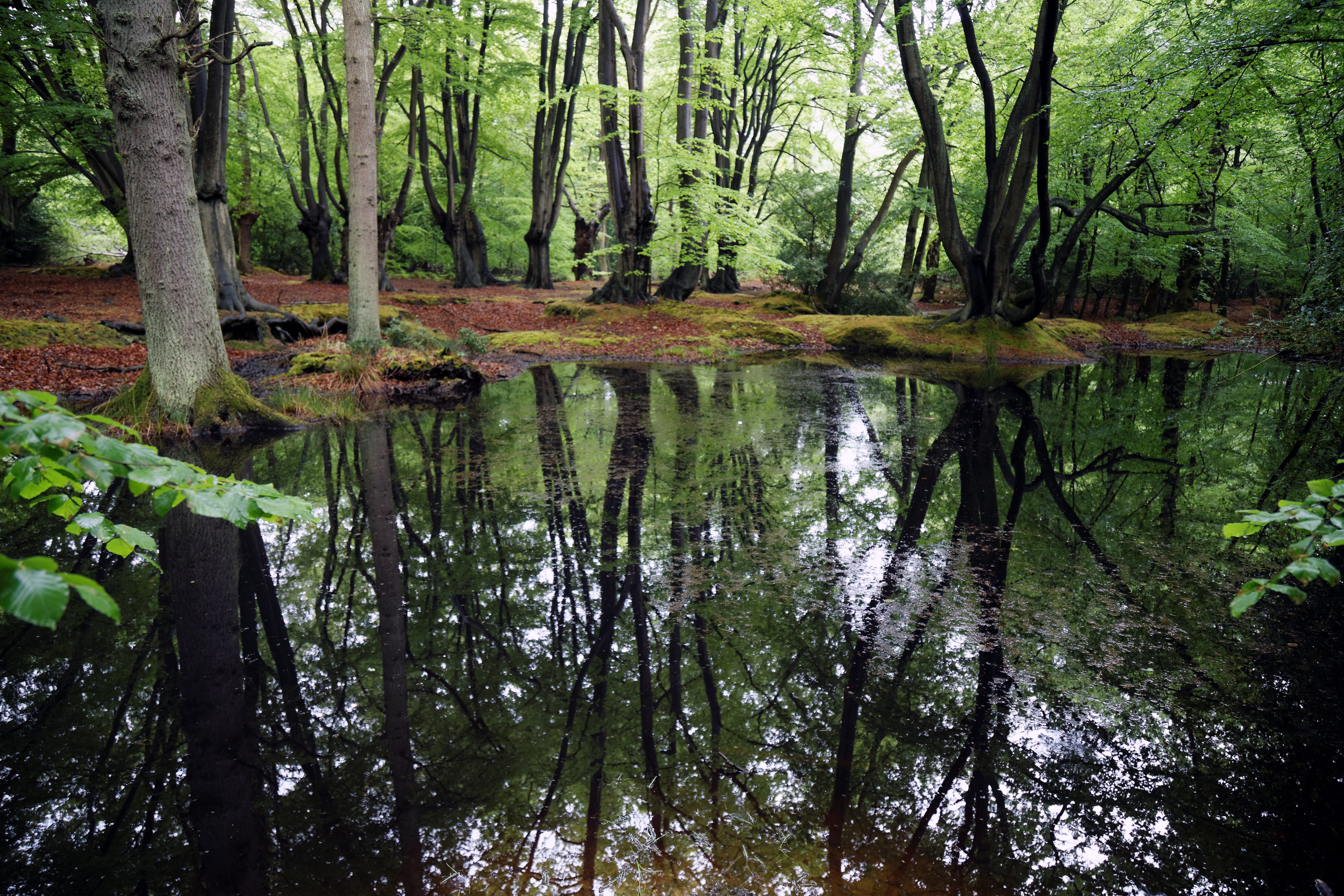